# 효율
효율(efficiency) 또는 효율성은 작업을 수행하는 동안 재료, 에너지, 노력, 돈 및 시간 낭비를 방지하는 측정 가능한 능력이다. 보다 일반적인 의미에서는 일을 성공적으로, 낭비 없이 잘 수행하는 능력이다.
보다 수학적 또는 과학적인 용어로 말하면, 최소한의 입력을 사용하여 최대의 출력을 달성하는 성능 수준을 의미한다. 이는 종종 최소한의 낭비, 비용 또는 불필요한 노력으로 특정 결과를 생성하기 위한 특정 노력 적용의 능력으로 구성된다. 효율성은 다양한 분야와 산업에서 매우 다양한 입력과 출력을 의미한다. 2019년 유럽 연합 집행위원회는 "자원 효율성이란 지구의 제한된 자원을 지속 가능한 방식으로 사용하는 동시에 환경에 대한 영향을 최소화하는 것을 의미한다. 이를 통해 우리는 더 적은 자원으로 더 많은 것을 창출하고 더 적은 투입으로 더 큰 가치를 제공할 수 있다."라고 말했다.
작가 데보라 스톤(Deborah Stone)은 효율이 "그 자체로 목표가 아니다. 효율은 그 자체를 위해 원하는 것이 아니라 우리가 가치 있는 것을 더 많이 달성하는 데 도움이 되기 때문이다."라고 말했다.

## 같이 보기
- 제본스의 역설